# Pristimantis terraebolivaris
Pristimantis terraebolivaris är en groddjursart som först beskrevs av Juan A. Rivero 1961.  Pristimantis terraebolivaris ingår i släktet Pristimantis och familjen Strabomantidae. IUCN kategoriserar arten globalt som livskraftig. Inga underarter finns listade i Catalogue of Life.